# Ad eliminandam
 (décembre 2017).
Si vous disposez d'ouvrages ou d'articles de référence ou si vous connaissez des sites web de qualité traitant du thème abordé ici, merci de compléter l'article en donnant les références utiles à sa vérifiabilité et en les liant à la section « Notes et références ».
Ad eliminandam (en latin : « pour éliminer ») est une bulle promulguée par le pape Innocent III le 23 septembre 1207. Elle fixe des normes, au départ pour les États pontificaux (patrimoine de Saint Pierre), mais destinée à valoir partout, dans la longue durée, pour la répression des hérésies au Moyen Âge : les biens des coupables doivent être confisqués et répartis en trois parts, attribuées respectivement à ceux qui auront permis leur arrestation, au tribunal qui les aura condamnés, enfin aux pouvoirs publics du lieu (en l'occurrence, la cité italienne où les hérétiques auront été arrêtés) ; d'autre part la "maison où un hérétique aura été accueilli sera détruite de fond en comble ; que personne n’ose la réédiﬁer, et que devienne dépôt d’ordures le lieu qui fut repaire des perﬁdes".

## Édition du texte latin et traduction française
- Patrick Gilli, Julien Théry, "Innocent III décide de la répartition des biens confisqués aux hérétiques dans le Patrimoine de Saint Pierre", dans Le gouvernement pontifical et l’Italie des villes au temps de la théocratie (fin-XIIe-mi-XIVe s.), Montpellier, Presses universitaires de la Méditerranée, 2010, p. 563-566, disponible en ligne.